# Sainte-Christine (Puy-de-Dôme)
Sainte-Christine település Franciaországban, Puy-de-Dôme megyében. Lakosainak száma 124 fő (2022. január 1.). Sainte-Christine Ayat-sur-Sioule, Gouttières, Neuf-Église, Saint-Gervais-d’Auvergne és Teilhet községekkel határos.

## Népesség
A település népessége az elmúlt években az alábbi módon változott:
| Lakosok száma | 147  | 133  | 134  | 126  | 126  | 127  | 127  | 125  | 124  |
|               | 2013 | 2015 | 2016 | 2017 | 2018 | 2019 | 2020 | 2021 | 2022 |